# Landa Gran
La Landa Gran, (en occità: Lana Gran o Haut Lana, en francès: Grande-Lande) és un parçan o comarca d'Occitània situat a la Gascunya. La seva vil·la principal és Morcens. La Landa Gran es correspon amb les terres de l'antiga jurisdicció feudal gascona del Vescomtat de Maremna.
Segons la proposta de divisió territorial d'Occitània del diari Jornalet, basada en l'obra de Frederic Zégierman Le Guide des pays de France, la Landa Gran estaria ubicada a la regió de la Gascunya, subregió de Landes i Labrit.
Oficialment, les comunes de la Landa Gran estan adscrites administrativament als departament francesos de les Landes (centre i nord) i de la Gironda (sud), ambdós a la regió administrativa de Nova Aquitània.

## Geografia
La Landa Gran és una regió amb una densitat de població molt baixa. La major part del territori està coberta de boscos de pins plantats al segle XIX per a la producció de resina, en l'època del col·lapse de la indústria química.
Dins de la Landa Gran es distingeixen tradicionalment dos sub-parçans diferenciats:
- Les Landes de Labrit, també anomenades Landes d'Albret, amb Labrit com a vil·la principal, i d'on és originària la famosa nissaga d'Albret, que donà lloca a l'antiga jurisdicció feudal gascona de la Senyoria d'Albret, i que van enllaçar amb la casa de Navarra i van esdevenir amb Enric (IV) reis de França.
- El Brassens, La seva capital històrica és Arjusan i la seva ciutat principal és avui Morcens, Format per argiles i sorres terciàries, ocupa una zona de transició geològica respecte les landes de l'Ador.